# Dispositivo excluidor de tortugas

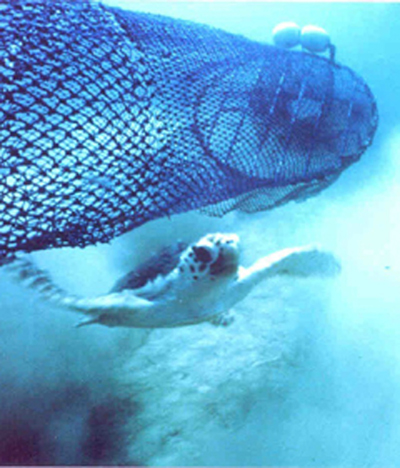
Tortuga marina que escapa de una red de camarones a través de un dispositivo excluidor de tortugas.

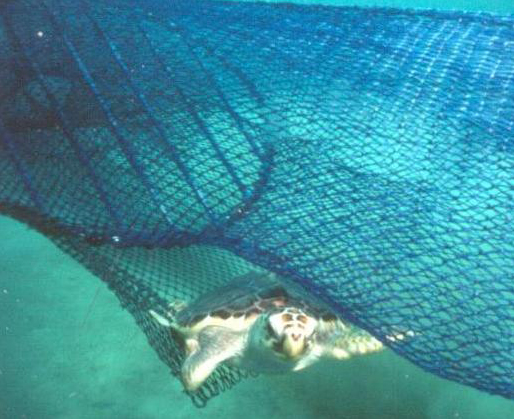
Tortuga boba saliendo de una red de pesca a través de un DET.

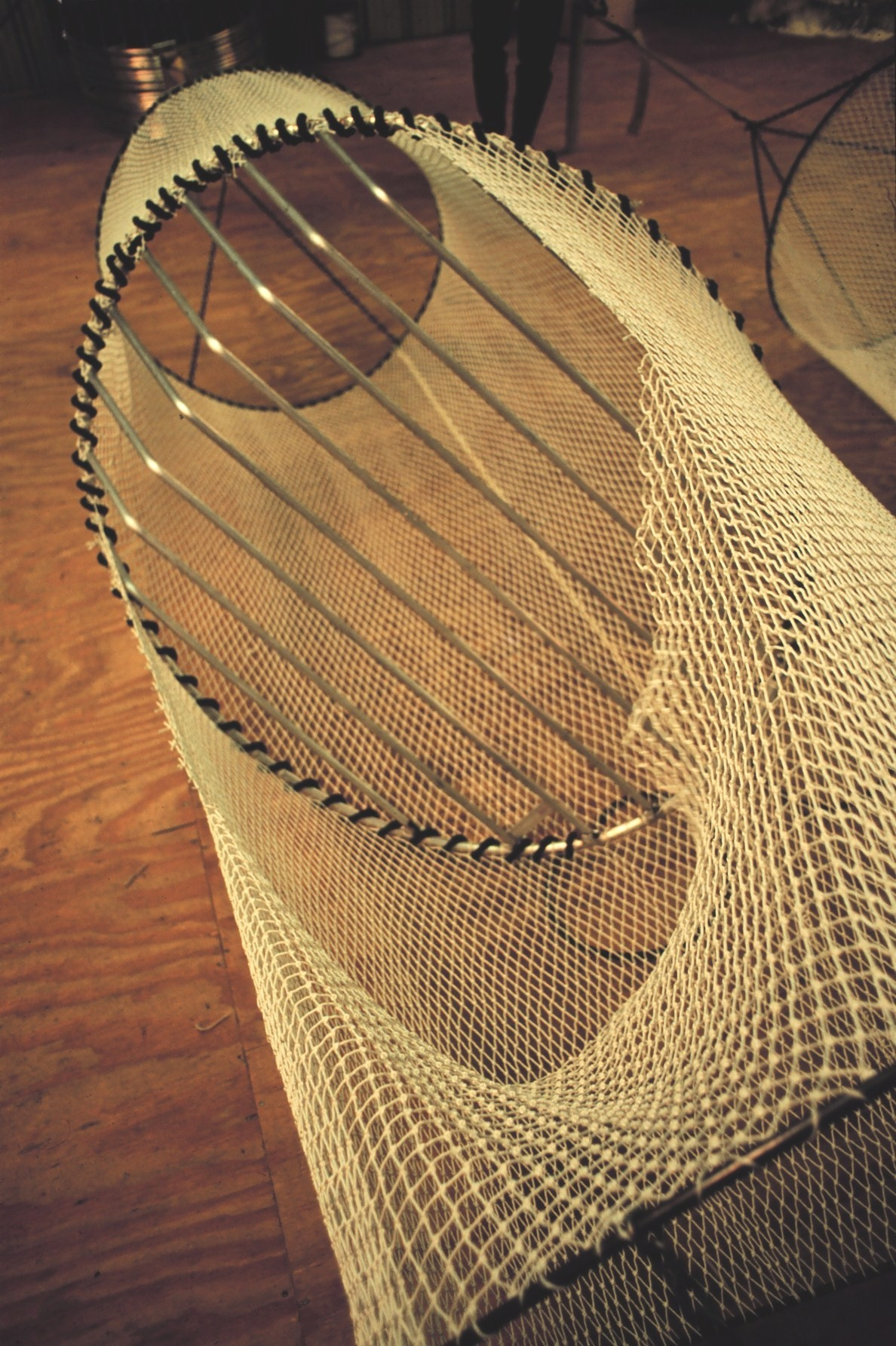
Ejemplo de un dispositivo excluidor de tortugas comercial.

Un dispositivo excluidor de tortugas (DET) es un dispositivo especializado que permite a tortugas marinas escapar cuando se ven atrapadas en una red de pesca.
En la pesca de arrastre –utilizada en la pesquería de camarón en particular– existe un riesgo relativamente grande de capturar tortugas marinas. Para atrapar camarones, se utiliza una red de arrastre con mallas finas. Esto resulta también en la captura de grandes cantidades de otras criaturas marinas, atrapados como captura accesoria generalmente no deseada por los pescadores. Cuando una tortuga es atrapada o enredada en una red de arrastre, no puede salir de la red y volver a la superficie. Como las tortugas marinas son criaturas que respiran aire con pulmones, suelen ahogarse en poco tiempo.

## Historia
Los primeros dispositivos excluidores de tortugas fueron desarrollados en la década de 1970 por un pescador llamado Sinkey Boone para reducir su captura accesoria. Su invención fue un diseño original y único que se conoce como The Georgia Jumper.  Otro diseño fue patentado el 26 de abril de 1988 por el inventor Noah J. Saunders de Biloxi, Mississippi. Al reducir el número de peces y otros animales marinos no deseados atrapados en sus redes de arrastre, los pescadores pueden arrastrar durante más tiempo con la misma red y capturar más camarones. Inicialmente hubo cierta resistencia entre los pescadores relativa al uso de los DET por la creencia de que podrían permitir el escape de camarón y otras especies deseadas.
En 1987, el gobierno de los Estados Unidos exigió que todos los barcos de pesca de arrastre de camarón equiparan sus redes con dispositivos excluidores de tortugas. Dos años más tarde se implementó la ley de Camarones-Tortugas para darle seguimiento. Esta ley requirió de todos los países que exportan camarones hacia los Estados Unidos que certifiquen que los camarones fueron atrapados por embarcaciones equipadas con DET. A los países que no pudieron garantizar el uso de los dispositivos de escape se les prohibió exportar camarones hacia los Estados Unidos.
En 1996, el gobierno de la India propuso una legislación modificando los requerimientos "nativos" de los TEDs, que denominaron TSDs (Dispositivos para salvar tortugas), para ser utilizados por los pescadores locales. Esta fue la respuesta al declive de la Tortuga Olivácea población que anidaba en playas como las de Odisha. La modificación de los TSDs era similar al estándar TEDs,excepto por tener menos barras. Esto resultó en el incremento de la distancia en medio de cada par de barras para garantizar que los especímenes más grandes de camarones y peces eran capaces de pasar a través de la TSD y la red.
Incluso en los Estados Unidos el uso de los TEDs no es universal. Fue a partir de junio de 2010, cuando el estado de  Louisiana ha prohibido a sus agentes  navales  el uso de los TEDs y los plazos para el remolque.

## Mecanismo
El uso de los dispositivos idealmente permite  que todas las capturas mayores a los diez centímetros (10 cm.) puedan escapar de las redes ilesos. Esta selectividad se logra por medio del uso de rejillas metálicas integradas en la estructura de la red de arrastre. Las rejillas actúan como una barrera para las criaturas más grandes como el caso de las tortugas que pasan a través de las barras en el fondo de la red.
Una pequeña abertura está disponible ya sea por encima o por debajo de la estructura para que las criaturas que son detenidas por los TEDs puedan escapar de la red, relativamente ilesas. Las especies que si son el objetivo como el camarón, son empujadas hasta el fondo de la red. La efectividad en el objetivo del diseño del TEDs es de un  97%.  Sin embargo en el campo, la efectividad es a menudo más baja. El pasto marino y los escombros reducen la efectividad de la pesca utilizando el  TEDs y en ocasiones bloquean el escape de las tortugas de la red. Además es fácil de manipular el TEDs para incrementar la eficiencia de las redes de pesca, lo que elimina las propiedades de exclusión de las tortugas,cuando se usan las TEDs.